# بازی شانسی

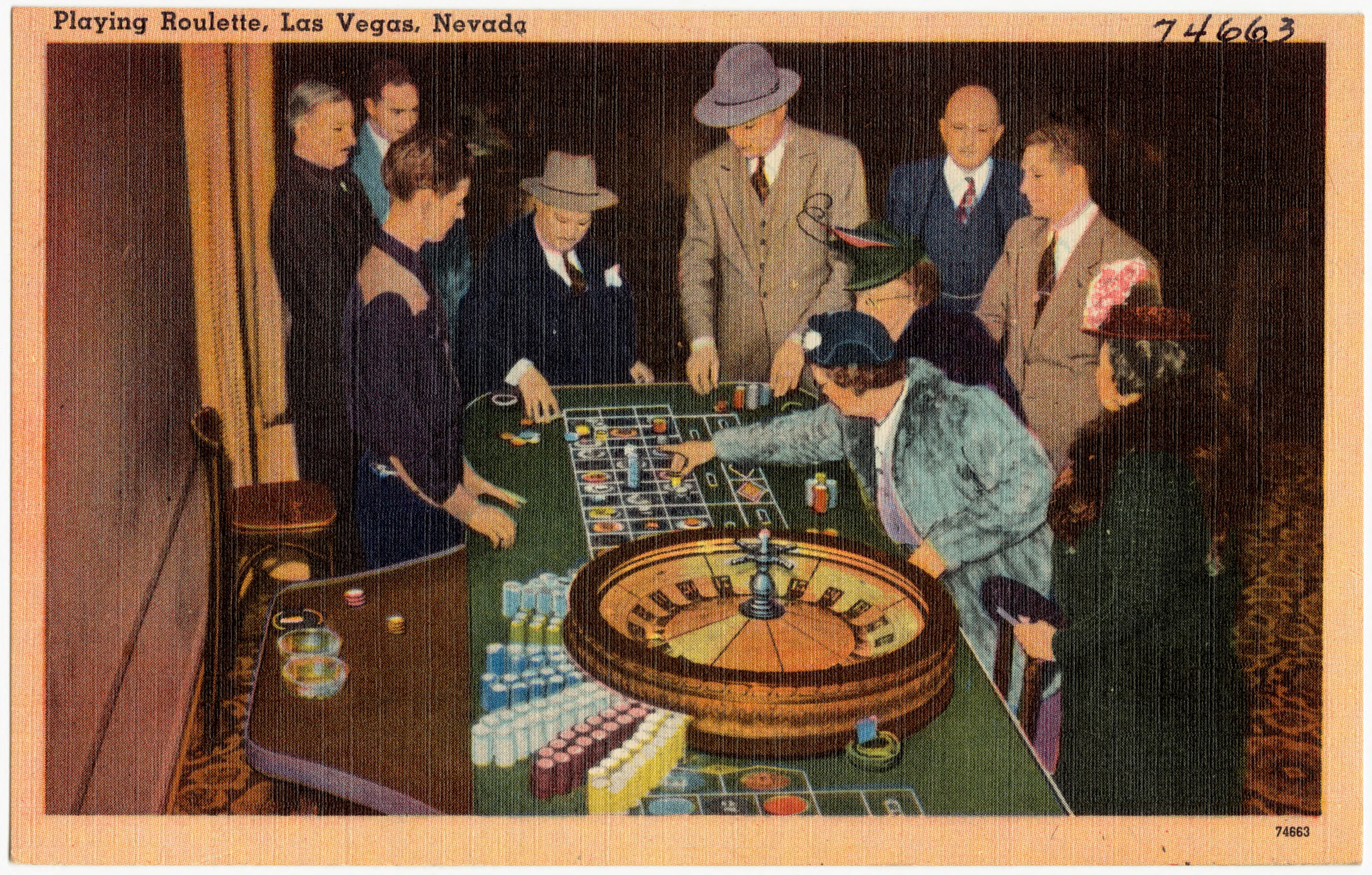
رولت یک بازی مطلقا شانسی محسوب می‌شود. جایی که راهبرد نقشی در پیروزی ندارد و نتیجه بازی کاملاً تصادفی حاصل می‌شود.

بازی شانسی (به انگلیسی: Game of chance) در تضاد با یک بازی مهارتی است. در بازی نتیجه به شدت تحت تأثیر برخی ابزار تصادفی است. دستگاه‌های رایج مورد استفاده عبارت‌اند از: تاس، تاس‌های چرخان، کارت‌های بازی، چرخ‌های رولت، توپ‌های شماره‌دار و در مورد بازی‌های دیجیتالی، مولد اعداد تصادفی. اگر بازیکنان در حین بازی از پول یا هر چیزی که ارزش پولی داشته باشد استفاده کنند در این صورت ممکن است بازی شانسی به عنوان قمار در نظر گرفته شود.